# Озеряни (Ніжинський район)
Озеря́ни — село в Україні, у Бобровицькій міській громаді Ніжинського району Чернігівської області.
Село розташоване в південно-східній частині громади. Відстань до Бобровиці автомобільними шляхами — 8 км, до залізничної станції — 11 км, до обласного центру — 113 км.
У старостинський округ (до 2017 — сільській раді) входять також села Молодіжне, Плуг та Майнівка (колишні володіння поміщиці О. Майнової). Село Тарасівка вже зникло з лиця землі.

## Назва
Як гадають місцеві краєзнавці, село виникло на березі озера, яке знаходилося між хуторами Приточилівка і Плуг. Того озера вже нема, а назва села залишилася.

## Історія
На території села є могила Козак (ІІ-І ст. до н. е.).
Перша письмова згадка про Озеряни ймовірно є в Реєстрі козаків низових запорізьких річкових, які ходили на військову службу з його милістю королем до Москви. Реєстр складений під час видачі сукна і грошей останньої чверті року служби. Привіз і виплатив пан Себастіан Недзвідський, слуга милості пана Станіслава Дроєвського, каштеляна перемиського, шафара земель руських, року нинішнього 1581, місяця марця, дня 30. Книга військова 67 Ян Оришовський, поручник козаків низових запорозьких. В Реєстрі під командою 5-го отамана Шахворост Гришка значиться козак Дешко з Озерян.
Попри те, що в радянські часи село вважалося «досить молодим», Озеряни згадуються з кінця 17 ст. Згідно з Генеральним слідством Переяславського полку 1730 року село Озеряне, за свідченням старожилів, здавна належало до города Басанѣ. 17 січня 1689 року за універсалом гетьмана Івана Мазепи два сельца Щасновку и Озеране було передано басанському сотнику Карпу Ясковичу (Ющенку). 2 грудня 1715 року за універсалом гетьмана Івана Скоропадського село Озеряне перейшло військовому товаришу й майбутньому переяславському полковнику Василю Танському. 14 серпня 1749 року Озерани були віддані полковником у володіння Захарію Забілі, який деякий час після цього вважався власником села.
Озеряни та староста села згадуються 1716 року в листуванні ігумена Свято-Михайлівського Видубицького монастиря Лаврентія Горки через суперечку щодо сіна, кошеного між Озерянами та Ярославкою біля Чорного кургану. Василь Танський дозволив через озерянського старосту бобровицькому сотнику Костянтину Косташу скосити сіно для свого маєтку в Озерянах. Іван Скоропадський наказав повернути сіно в Ярославку.
У Описі Київського намісництва 1787 року у с. Озеряни Козелецького повіту мешкало 612 осіб козаків і володільців – полковниці Забілої. 
12 червня 2020 року, відповідно до розпорядження Кабінету Міністрів України № 730-р «Про визначення адміністративних центрів та затвердження територій територіальних громад Чернігівської області», увійшло до складу Бобровицької міської громади.
19 липня 2020 року, в результаті адміністративно-територіальної реформи та ліквідації Бобровицького району, увійшло до складу Ніжинського району Чернігівської області.

## Життя громади
У селі побудовано сучасну школу, оснащену новітніми навчальними технічними засобами. У 2009 Тетяна Сосновська передала школі близько 150 виробів відомих в Україні та за кордоном українських народних майстрів для створення шкільного музею традиційної української народної іграшки.

## Люди
- Бернадський Валентин Данилович (1917—2011) — український живописець, народний художник України.
- Борисенко Валентин Назарович (1929—1990) — український скульптор; професор та ректор Львівського інституту декоративно-прикладного мистецтва і Київського художнього інституту.
- Андрій (Сухенко) (1900—1973) — єпископ Чернігівський Українського екзархату РПЦ, жертва комуністичних репресій.
- Ульянченко Віра Іванівна (нар. 1958) — український політик, громадський діяч.